# Bòrda de Bordius
La Bòrda de Bordius és una obra de Canejan (Vall d'Aran) inclosa a l'Inventari del Patrimoni Arquitectònic de Catalunya.

## Descripció
Tot i que Bordius es feu famós per les construccions amb "tet de palha" es tracta de l'únic exemplar de borda que conserva aquest tipus de teulada. La borda segueix el model habitual d'aprofitar els esglaons del vessant per a integrar sengles estables en planta baixa i el paller en el tercer nivell,amb entrades diferenciades, més o menys a peu pla. L'obra de paredat amb cantonades travades, suporta una "charpanta" coberta amb garbes de palla que en el vèrtex foren reforçades amb dues files " d'estertèrs" per banda. La façana principal s'orienta a la banda més assolellada de migdia,paral·lela a la "capièra", i presenta dues portes (2x1m; 1,60 x 0,80m) Les finestres s'obren a llevant (0,90 x 0,70m; 0,80 x 0,60m) La porta del paller (1,20 x 1 m) un xic elevada del nivell de terra, s'obre sota l'estructura graonada dels "penaus" i ambdós "penalèrs" clouen amb un empostissat de posts de fusta.